# フレデリック・デ・ムーシェロン
フレデリック・デ・ムーシェロン（Frederik de Moucheron、1633年 - 1686年1月2日）はオランダの風景画家である。

## 略歴
現在のドイツ、ニーダーザクセン州のエムデンで生まれた。父親のバルタザール・デ・ムーシェロン(Balthazar de Moucheron)は裕福なユグノーのワイン商人の家族出身の画家であった。
フレデリック・デ・ムーシェロンはオランダにおける風景画のパイオニア、ヤン・アセリンから絵を学んだ。22歳になった時、当時のオランダの画家の多くがしたようにイタリアへの修行の旅に出発するが、途中のパリが気に入り、3年間パリに滞在し、アルプス越えをすることなく、リヨン、オランダを旅して帰国した。師のアセリンの作品を研究し、南フランスの風景に触れたことでイタリアの風景を描くことができた。
オランダではアントウェルペンに住んだ後、1659年にレンブラントの弟子だった画家、Isaac de Jouderville(1612-1645)の遺児と結婚し、その後はアムステルダムで活動した。
風景画を得意とし、フランス、イタリア、オランダの風景を描いた。風景の中の人物は、アドリアーン・ファン・デ・フェルデ(1636-1672)やディルク・ヘルムブレーケル(Dirck Helmbreker: 1633–1696)といった画家が描いた。
息子のイサーク・デ・ムーシェロン(Isaac de Moucheron:c.1667-1744)も画家、版画家になった。

## 作品

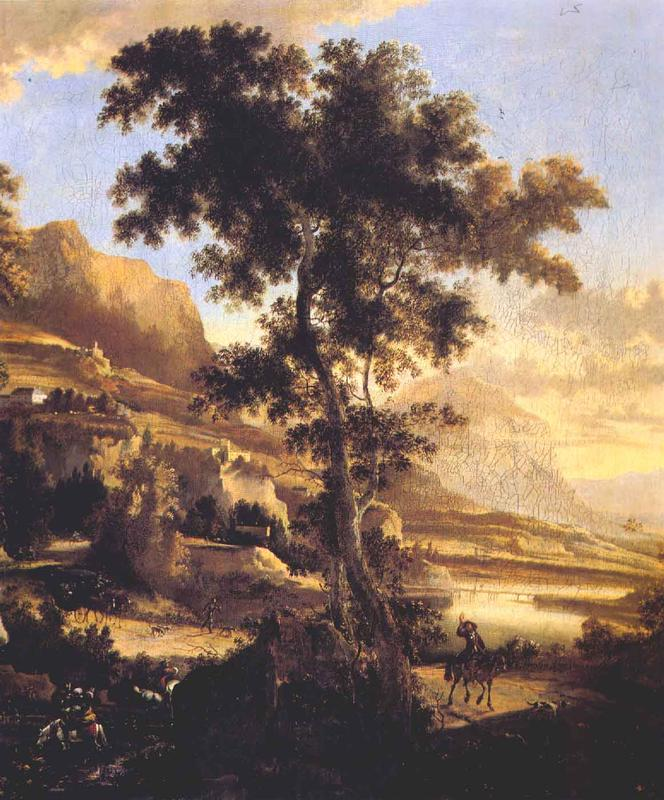
馬に乗る人のいる風景画1670s
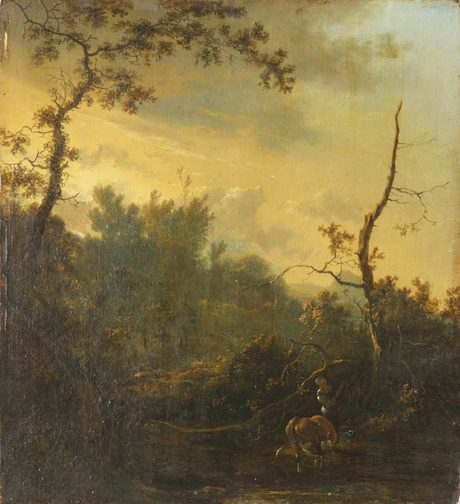
人物のいる風景画
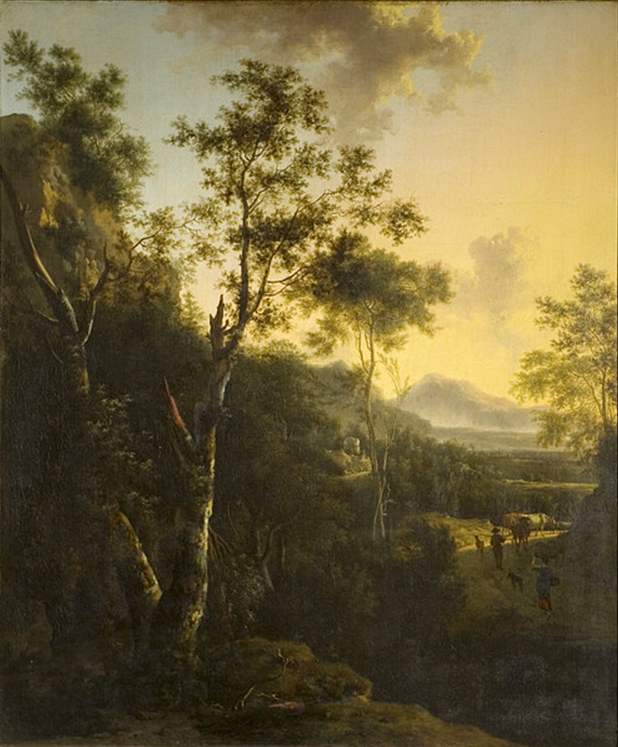
家畜と人物のいる風景画
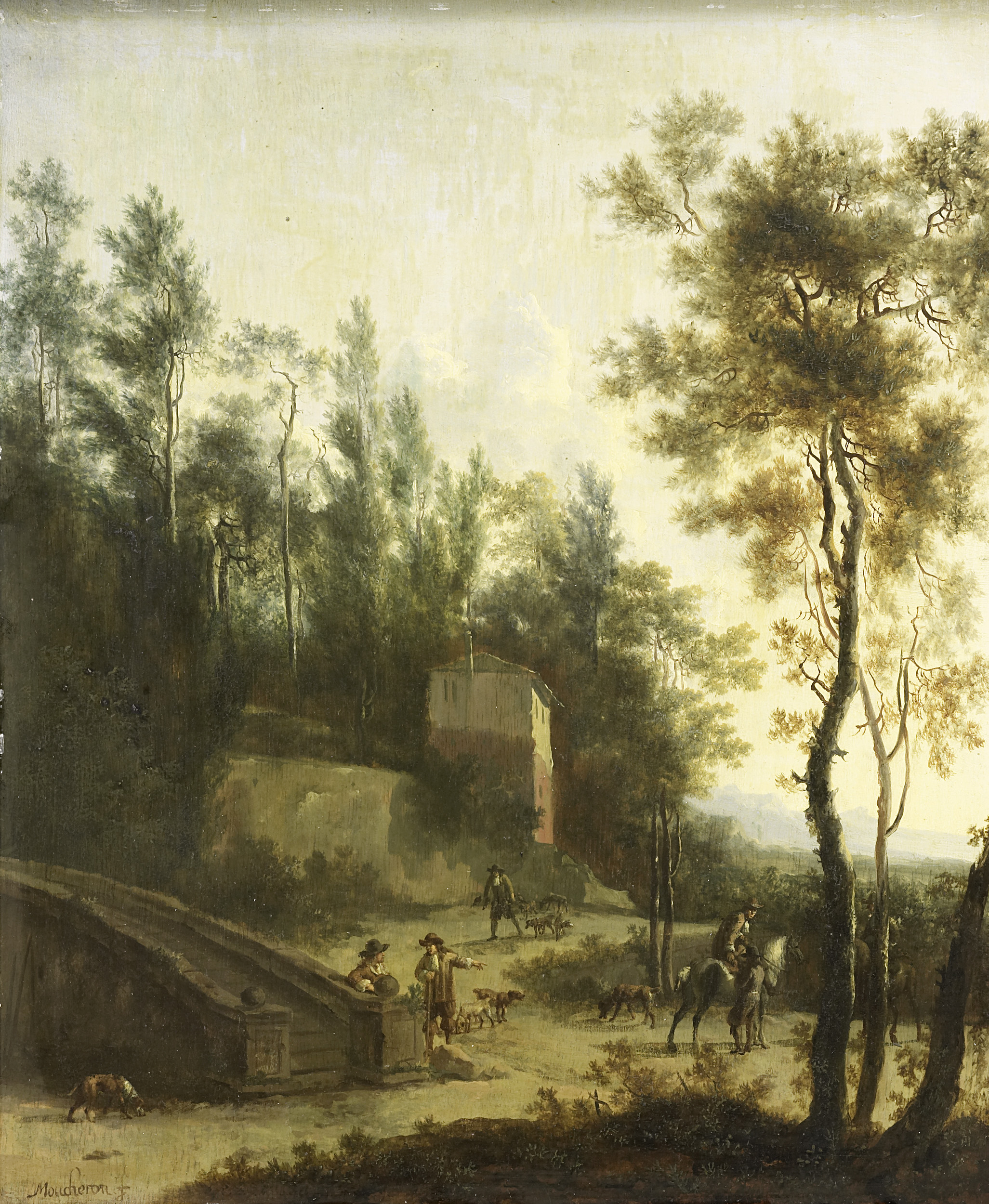
猟師のいるイタリアの風景

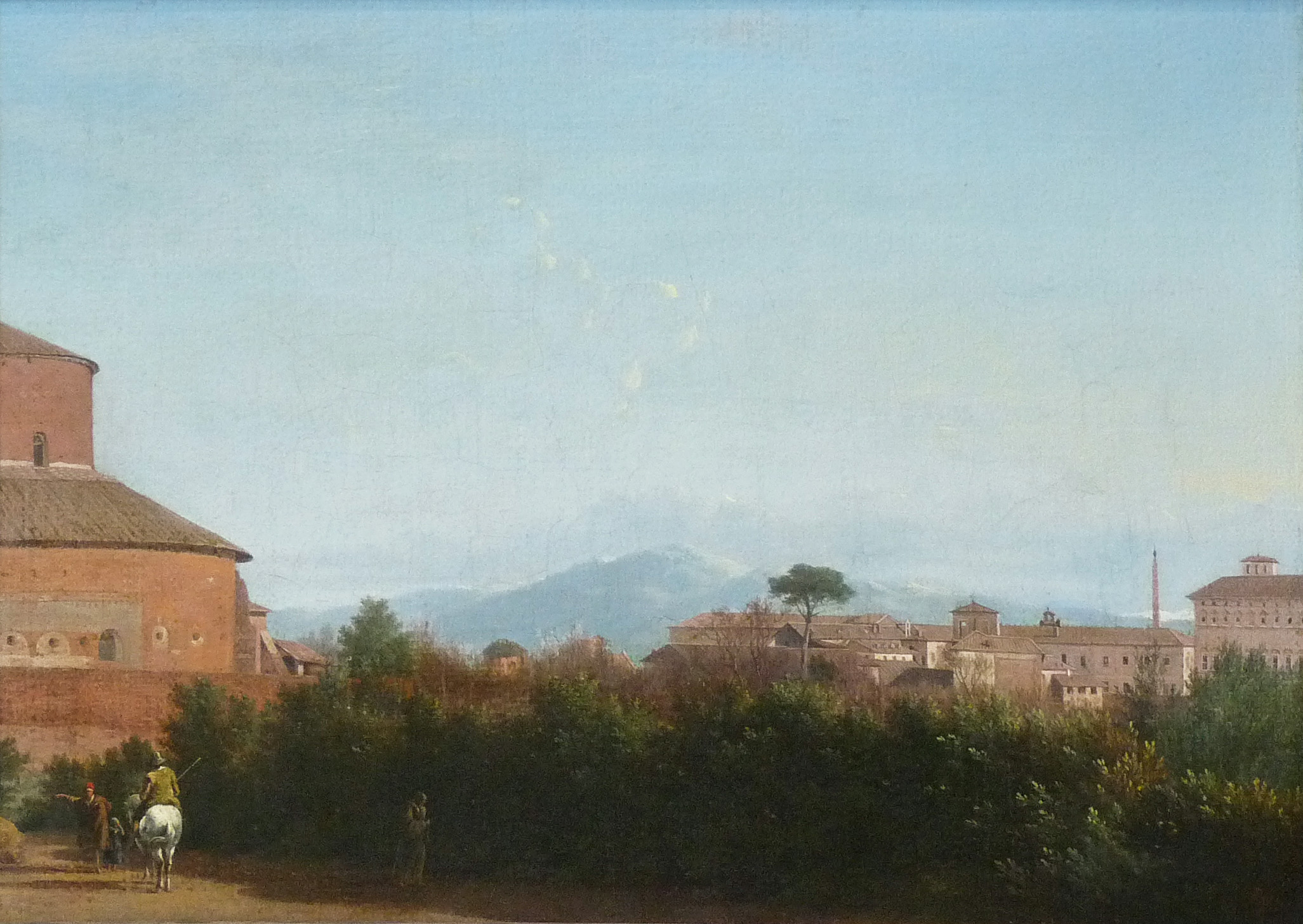
ローマの風景 (c.1655)
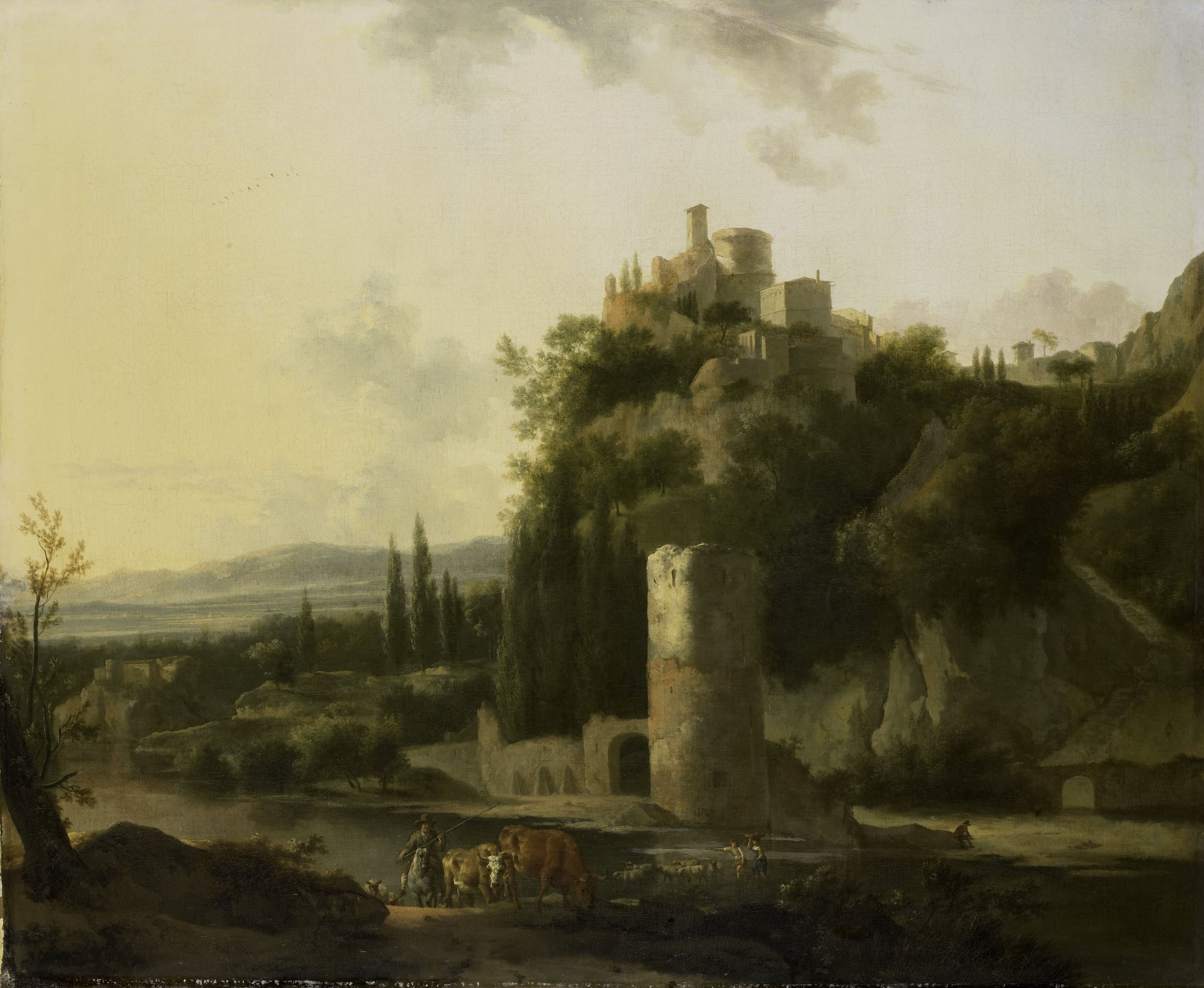
遺跡と丸い塔があるイタリアの風景
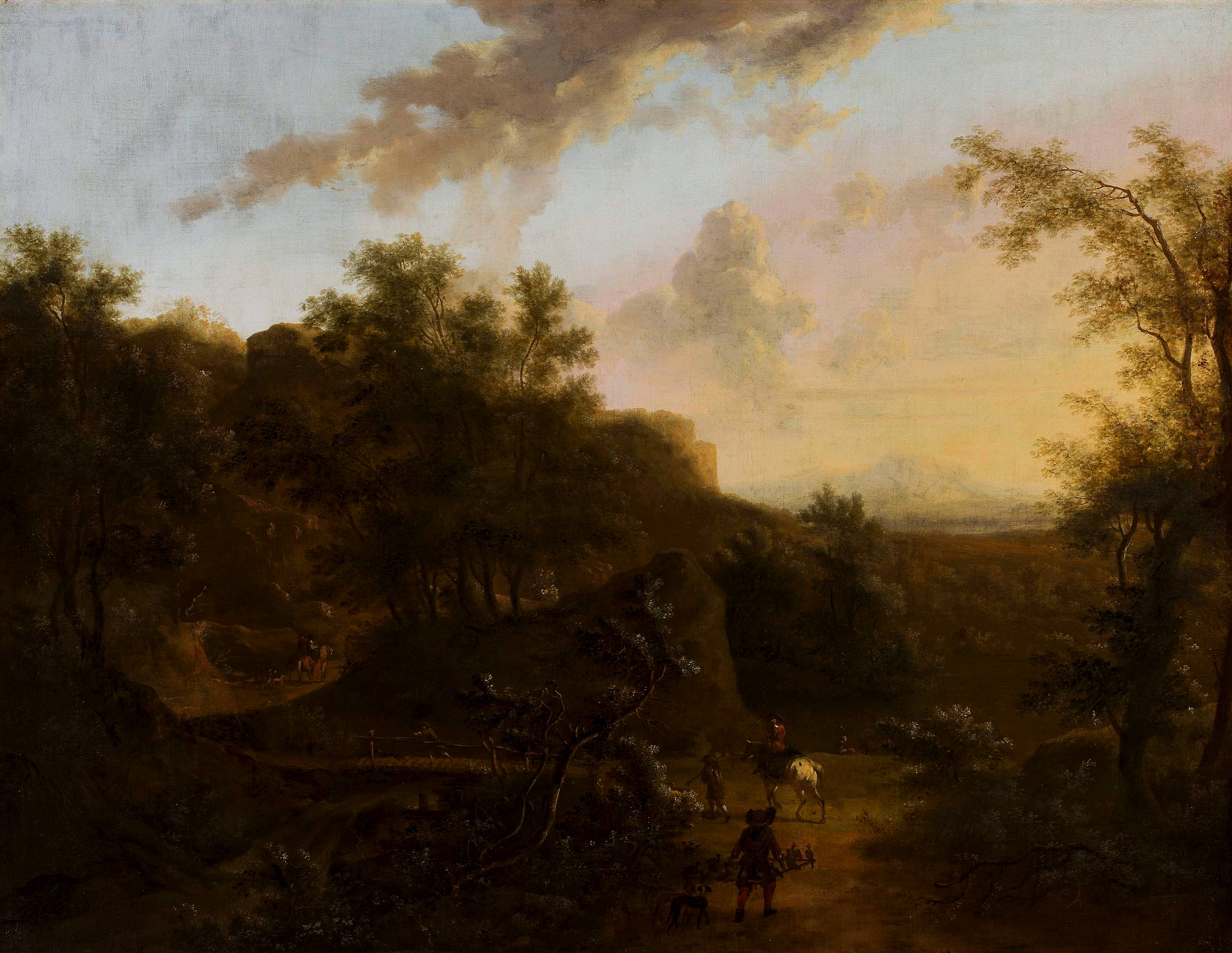
イタリアの風景